# بيتر دي فريس
بيتر دي فريس (بالإنجليزية: Peter De Vries)‏ (27 فبراير 1910، شيكاغو في الولايات المتحدة - 28 سبتمبر 1993، نوروولك في الولايات المتحدة)؛ روائي أمريكي. درس في جامعة كالفن.

## روابط خارجية
- بيتر دي فريس على موقع IMDb (الإنجليزية)
- بيتر دي فريس على موقع الموسوعة البريطانية (الإنجليزية)
- بيتر دي فريس على موقع قاعدة بيانات برودواي على الإنترنت (الإنجليزية)
- بيتر دي فريس على موقع إن إن دي بي (الإنجليزية)
- بيتر دي فريس على موقع قاعدة بيانات الفيلم (الإنجليزية)